# Episparis grandis
Episparis grandis là một loài bướm đêm trong họ Erebidae.